# Humaid Fakher
Humaid Fakher (1º luglio 1982) è un ex calciatore emiratino, di ruolo difensore.